# Linda Östergaard
Linda Östergaard, född 9 maj 1962 i Västra Frölunda församling, Västra Götalands län, är en svensk översättare. 

## Biografi
Östergaard har en magisterexamen i litteraturvetenskap (2003) och en examen från Litterära översättarseminariet (2007) vid Södertörns högskola. 2014–15 var hon lärare i litterär översättning vid Akademin Valand i Göteborg. Hon är sedan 2004 medlem i redaktionsrådet för tidskriften Ord&Bild, för vilken hon var biträdande redaktör 2009–12.
Östergaard har i första hand översatt tyskspråkig, men i mindre omfattning även dansk, litteratur. Hon har bland annat översatt flera titlar av den österrikiska författaren Ingeborg Bachmann. För översättningen av Bachmanns novellsamling Simultan tilldelades Östergaard utmärkelsen Årets översättning av Sveriges Författarförbund år 2019. 2024 erhöll hon Svenska Akademiens översättarpris. Samma år erhöll hon även Samfundet De Nios översättarpris.

## Översättningar (urval)
- Anja Utler, låga, Malmö: Rámus förlag, 2008
- Ingeborg Bachmann, Malina, Stockholm: Salamonski, 2009, ISBN 9789197585828
- Helene Hegemann, Axolotl Roadkill, Natur & Kultur, 2011
- Ingeborg Bachmann, Vandra, tanke : samlade dikter, Lund: Ellerströms, 2014, ISBN 9789172473621
- Daniel Kehlmann, F, Stockholm: Bonniers 2015, ISBN 9789100141219
- Ingeborg Bachmann, Utplåna fraserna : föreläsningar, tal och utvalda texter, Lund: Ellerströms, 2016 ISBN 9789172474307
- Ingeborg Bachmann, Simultan : noveller. Lund: Ellerströms, 2018, ISBN 9789172475335
- Thomas Mann, Fyra noveller : Tonio Kröger; Döden i Venedig; Mario och trollkarlen; Tristan, Stockholm: Bonniers, 2019, ISBN 9789100170776
- Robert Seethaler, Sista satsen, Stockholm: Ersatz, 2019, ISBN 9789188913364
- Terézia Mora, Aliens, Malmö: Rámus förlag, 2020
- Judith Schalansky, Förteckning över några förluster, Malmö: Pequod press, 2021
- Robert Seethaler, Fältet, Stockholm: Ersatz, 2022, ISBN 9789188913524
- Ingeborg Bachmann, Det trettionde året, Lund: Ellerströms, 2023
- Anja Utler, Det börjar. Sorgerefräng, Malmö: Rámus förlag, 2024